# Geniostoma gagnae
Geniostoma gagnae är en tvåhjärtbladig växtart som beskrevs av F.R. Fosberg och M.-h. Sachet. Geniostoma gagnae ingår i släktet Geniostoma och familjen Loganiaceae. Inga underarter finns listade i Catalogue of Life.